# Karavelovo, Burgas
Karavelovo (în bulgară Каравельово) este un sat în comuna Ruen, regiunea Burgas,  Bulgaria. 

## Demografie
Componența etnică a satului Karavelovo
     Turci (98,99%)
     Nicio identificare (0,4%)
     Altele (0,6%)
La recensământul din 2011, populația satului Karavelovo era de 498 locuitori. Din punct de vedere etnic, majoritatea locuitorilor (98,99%) erau turci. Pentru 0,4% din locuitori nu este cunoscută apartenența etnică.